# مايكروسوفت ستيودنت
مايكروسوفت ستيودنت (بالإنجليزية: Microsoft Student)‏ هو برنامج أطلقته شركة مايكروسوفت ليتلائم وحاجات الطلبة في المدارس، والجامعات في الأبحاث، والواجبات المدرسية. يتضمن البرنامج العديد من البرمجيات المرتبطة الأخرى مثل مايكروسوفت انكارتا، أو موسوعة مايكروسوفت بالإضافة إلى بعض قوالب برامج مايكروسوفت المكتبية أوفيس المستخدمة خصيصاً للطلاب.
تم إصدار النسخة الأولى من البرنامج عام 2006، ويتم إصدار نسخة جديدة منه بشكل سنوي.